# Pikardijski jezik
Pikardijski jezik (ISO 639-3: pcd; rouchi, chtimi), jedan od francuskih jezika, šire oilske skupine, kojim se služe Pikardi u području Pikardije na sjeveru Francuske i manjim dijelom u belgijskoj provinciji Hainaut, gdje ga je belgijska vlada priznala kao službeni lokalni jezik. Broj govornika nije poznat, a etnički ih ima oko 1 901 000.
Pikardijski ima više dijalekata: ponthieu, vimeu, hainaut, artois, lillois, boulonnais, santerre, calaisis, cambresis, vermandois, amienois i u Belgiji belgijski pikardijski. 

## Vanjske poveznice
- Ethnologue (14th)
- Ethnologue (15th)
- Wikipedia picard/Accueul Wikipedija na pikardijskom jeziku

### Audio
http://ches.diseux.free.fr/sons/d85.mp3
http://ches.diseux.free.fr/diri/dir85.htm
Centre de Ressources pour la Description de l'Oral (CRDO) ( http://www.language-archives.org/language/pcd  Arhivirana inačica izvorne stranice od 11. kolovoza 2011. (Wayback Machine) )